# PL/M
PL/M – strukturalny język programowania wysokiego poziomu, klasyfikowany zwykle jako asemblerowy język wysokiego poziomu ze względu na wysoki współczynnik przełożenia na język asemblera. Niegdyś stosowany był do tworzenia oprogramowania systemowego, w tym m.in. systemów operacyjnych i kompilatorów. Ważną implementacją była wersja opracowana przez firmę Intel dla procesorów serii 8080/8085, stosowana m.in. w systemie ISIS-II oraz PL/M-86 opracowana głównie dla potrzeb programowania procesów w systemach czasu rzeczywistego iRMX.
Składnia języka jest wzorowana na języku PL/I.

## Przykład
```
/* HELLO WORLD dla systemów operacyjnych ISIS-II i CP/M */
HELLO: DO;
  DECLARE REP ADDRESS;
  WRITE: PROCEDURE (A,B,C,D) EXTERNAL;
    DECLARE (A,B,C,D) ADDRESS; END;
  CALL WRITE(0,.('Hello, world!'),13,.REP);
END HELLO;
```

## Cechy
Język PL/M jest językiem umożliwiającym programowanie modularne, przy czym ważną cechą była możliwość tworzenia przemieszczalnych modułów i możliwość programowania hybrydowego (PL/M + asembler).
Język PL/M (jego implementacja PL/M-80) jest tak zaprojektowany, że istnieje bezpośrednie odwzorowanie konstrukcji tego języka na język maszynowy procesora Intel 8080/8085. Kompilator ten posiada opcję umożliwiającą translację programu źródłowego w PL/M na program w asemblerze.
Program w języku PL/M składa się z niezależnie kompilowanych modułów. Moduł źródłowy (najmniejsza kompilowalna jednostka) jest instrukcją strukturalną o postaci:
```
nazwa
: DO;
     
deklaracje i definicje

     [
instrukcje
]
  END 
nazwa
;
```

Jeżeli moduł zawiera co najmniej jedną instrukcję, to stanowi moduł główny i od niego rozpoczyna się wykonywanie programu; przy kilku takich modułach wyróżnienie modułu głównego następuje na etapie konsolidacji. Pozostałe moduły mogą zawierać jedynie deklaracje i definicje.
W języku PL/M zmienne posiadają określane w deklaracjach atrybuty:
- zmienne proste:
  - BYTE – bajtowe,
  - ADDRESS – dwubajtowe, zmienne te mogą oprócz liczb całkowitych przechowywać dane wskaźnikowe (należy raczej powiedzieć, że dane całkowite przechowywane w tych zmiennych mogą być traktowane jako wskaźniki),
  - BASE – bazowe;
- tablicowe – tablice mogą być w PL/M jednowymiarowe o ustalonym wymiarze indeksowane od zera,
- strukturowe,
- literały – LITERALLY 'tekst'.

Późniejsze wersje języka, jak PL/M 386 dla systemu iRMX, wprowadziły nowe typy, znane z innych języków programowania, takie jak całkowity, rzeczywisty, znakowy, umożliwiające programowanie na wyższym poziomie abstrakcji, choć oczywiście nadal jest możliwe programowanie bliskie sprzętowi, w tym korzystanie z ww. danych bajtowych i słowowych.
Pozostałe atrybuty określają inne cechy zmiennych:
- AT(adres) – określa położenie zmiennej w pamięci,
- INITIAL(wartość) – nadanie początkowej wartości zmiennej,
- PUBLIC – udostępnienie zmiennej dla innych modułów,
- EXTERNAL – zmienna z innego modułu.

W deklaracjach (podobnie jak w PL/I) można grupować identyfikatory:
DECLARE (A,B) (3) ADDRESS;
Deklaracja i definicja procedury ma postać:
```
 
nazwa
: PROCEDURE(
parametry
) [
typ_wartości
] [
atrybuty
];
              DECLARE 
deklaracje parametrów
,
                      
deklaracje zmiennych
;
              
instrukcje

        END 
nazwa
;
```

W przypadku procedur zewnętrznych stosować należy deklarację o postaci jak wyżej z pominięciem deklaracji zmiennych i instrukcji, ale z dodatkowym atrybutem EXTERNAL. Inne atrybuty to PUBLIC dla procedur udostępnianych dla innych modułów i REENTRANT dla procedur rekurencyjnych.
Główne instrukcje języka PL/M:
- przypisania: v1, v2, …, vn = wyrażenie,
- pusta ; (separator instrukcji),
- grupująca DO…END,
- warunkowa IF…THEN…[ELSE…],
- wyboru DO CASE…END,
- skoku GOTO,
- pętli: iteracyjnej DO…TO…[BY…]…END, repetycyjnej DO WHILE…END,
- wywołania CALL,
- powrotu RETURN.

Język posiada także wbudowane procedury i predefiniowane zmienne.
Przykład:
```
PR1: DO;
  DECLARE LICZ BYTE,
          TAB(5) BYTE,
          SUM ADRESS INITAL(0);
  READTAB: PROCEDURE;
    DECLARE I BYTE;
    DO I=1 TO 5 BY 1;
      TAB(I)=INPUT(1);
    END;
  END READTAB;
  CALL READTAB;
  LICZ=1;
  DO WHILE LICZ<6;
    SUM=SUM+TAB(LICZ);
    LICZ=LICZ+1;
  END;
  OUTPUT(1)=SUM;
END PR1;
```